# Linás de Marcuello
Linás de Marcuello (en aragonés Linars de Marcuello) es una localidad española de la comarca de la Hoya de Huesca que pertenece al municipio de Loarre en la provincia de Huesca. Situado al pie de la sierra de Marcuello, su distancia a Huesca es de 31 km.

## Configuración
El casco urbano es accidentado, por cuanto tiene que adaptarse a las condiciones del terreno. Se suceden las curvas en el trazado de la calle principal, que discurre transversalmente al caserío; sólo así es posible superar los distintos niveles y escalonamientos, con los edificios dispuestos a uno y otro lado y espacios abiertos por donde se cuelan el sol y el viento, teniendo el paisaje serrano como fondo.
La mayoría de los edificios son de sillarejo, sin grandes pretensiones arquitectónicas.

## Demografía
| 1970 | 2000 | 2001 | 2002 | 2003 | 2004 |
| ---- | ---- | ---- | ---- | ---- | ---- |
| 55   | 30   | 30   | 30   | 35   | 36   |

## Historia
- El topónimo "Linás" bien podría venir de los campos de lino que antiguamente se cultivaban en esta tierra
- Existe en Linás de Marcuello una partida que ahora se conoce por "el Puyo" donde hubo un asentamiento humano conocido como "Calahorra"; emplazando aquí algunos historiadores la famosa ciudad romana de Calagurris Fibulariensis discrepando de aquellos otros que la sitúan en Loarre (GIMÉNEZ ARBUÉS,Chesus, Estudios y Rechiras Arredol d'a Luenga Aragonesa y a Suya Literatura. p. 135). Otros sitúan aquí la mansio de Ebelinum [2]
- El 20 de agosto de 1258 el rey Jaime I de Aragón entregó Linás de Marcuello, Marcuello, Sarsa, Saltillo y Pequera a García de Pueyo a cambio de Dos Aguas (Valencia) (HUICI-CABANES, Documentos de Jaime I, nº. 1051)
- En 1610 era del Señor de Ayerbe (LABAÑA, p. 52)
- Hasta 1797 se llamó Linás
- Desde 1834 se llama Linás de Marcuello para distinguirlo de Linás de Broto.
- En 1845 se une a Sarsamarcuello

## Cultura
- Parroquia dedicada a Santa Ana
  - La iglesia parroquial está dedicada a Santa Ana. Fue construida de sillarejo, como la mayoría de los edificios del pueblo, con piedra sillar en las esquinas y estribos. Data del siglo XVI y consta de una nave de cuatro tramos, cubiertos con bóveda de lunetos. La torre campanario es de escasa altura, de un solo cuerpo que remata en tejadillo a cuatro aguas
- Museo sobre la Escuela Rural

## Curiosidades
- El siglo pasado llevaron fama dos bandoleros de Linás, llamados Melchor y Tatón. Todavía existe la llamada "Casa Melchor" y la "Cueva de Tatón".